# Brian Leetch
Brian Joseph Leetch (ur. 3 marca 1968 w Corpus Christi, Teksas) – amerykański hokeista, reprezentant Stanów Zjednoczonych. Trzykrotny olimpijczyk.

## Kariera hokejowa
- Avon Old Farms (1984-1986)
- Boston College (1986-1987)
- New York Rangers (1987-2004)
- Toronto Maple Leafs (2004)
- Boston Bruins (2005-2006)

W drafcie NHL z 1986 został wybrany przez New York Rangers z numerem 9. Wieloletni zawodnik tego klubu - jego barwy reprezentował w 17 z 18 wszystkich swoich sezonów w rozgrywkach NHL. W trzech sezonach był kapitanem drużyny. Po wielu latach gry w nowojorski klub przekazał go do kanadyjskiego zespołu (w zamian do Rangers trafili Fin Jarkko Immonen i Rosjanin Maksim Kondratjew oraz wyrównanie w postaci miejsc w przyszłych draftach NHL). Ostatnią edycję NHL (2005/2006) rozegrał w klubie Boston Bruins ze swoich rodzinnych okolic. Łącznie rozegrał w NHL 1300 meczów, w których jako obrońca zdobył 1125 punktów za 275 goli i 850 asyst. Jest uważany za najwybitniejszego zawodnika w historii klubu.
W reprezentacji USA uczestniczył w turniejach mistrzostw świata w 1987, 1989, na zimowych igrzyskach olimpijskich 1988, 1998, 2002 oraz Canada Cup 1991.

## Sukcesy

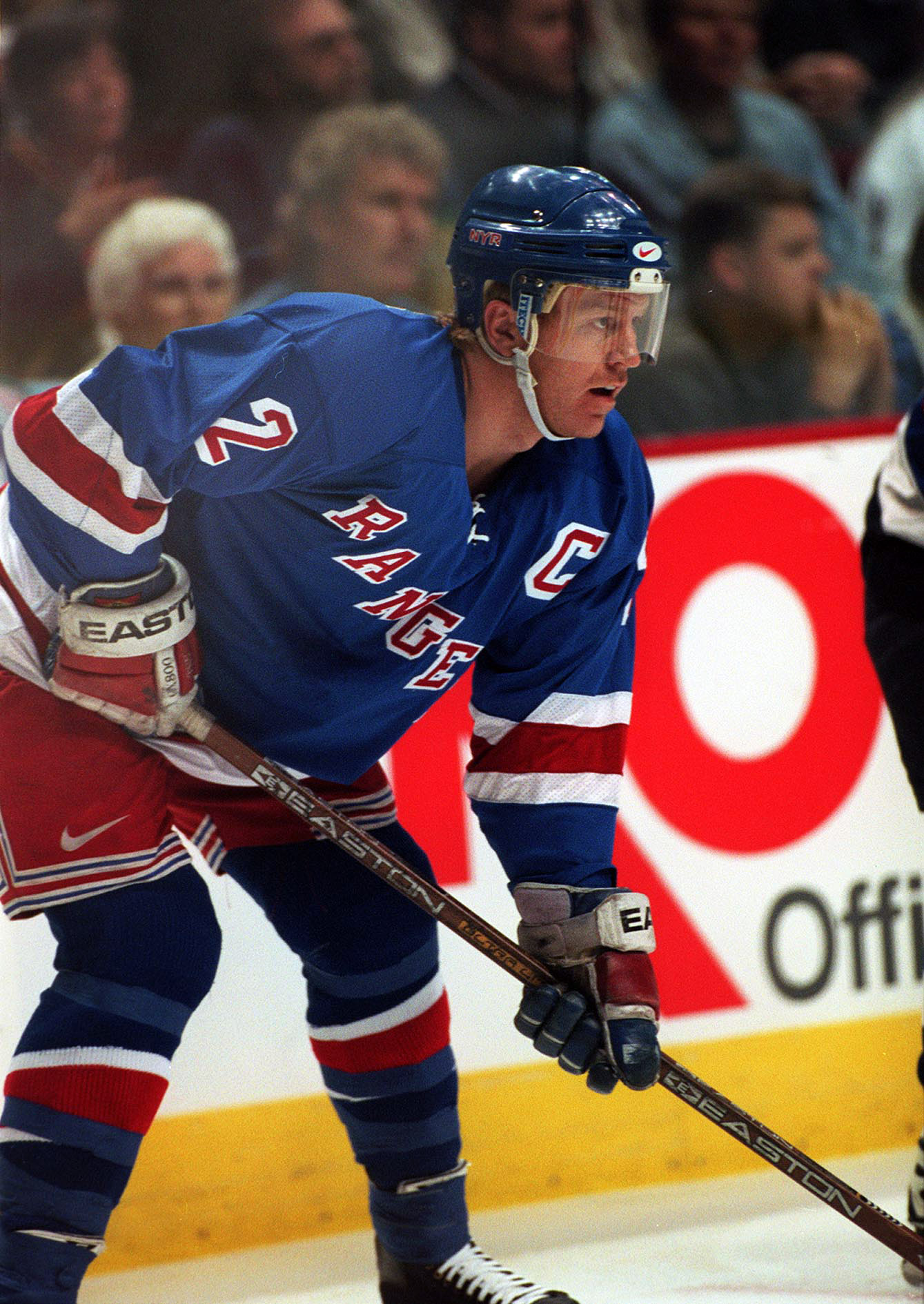
Brian Leetch w barwach New York Rangers (1997)

Reprezentacyjne
- Brązowy medal mistrzostw świata juniorów do lat 20: 1986
- Srebrny medal Canada Cup: 1991
- Złoty medal Pucharu Świata: 1996
- Srebrny medal zimowych igrzysk olimpijskich: 2002

Klubowe
- Mistrzostwo NCAA (East): 1987 z Boston College
- Mistrzostwo dywizji NHL: 1990, 1992, 1994 z New York Rangers
- Mistrzostwo konferencji NHL: 1994 z New York Rangers
- Prince of Wales Trophy: 1994 z New York Rangers
- Presidents’ Trophy: 1992, 1994 z New York Rangers
- Puchar Stanleya: 1994 z New York Rangers

Indywidualne
- Sezon NCAA (East) 1986/1987:
  - Skład gwiazd Amerykanów
  - Skład gwiazd pierwszoroczniaków
  - Pierwszy skład gwiazd
  - Najlepszy pierwszoroczniak roku
  - Najlepszy zawodnik roku
  - Walter Brown Award
  - Najbardziej Wartościowy Zawodnik (MVP) turnieju
- Mistrzostwa świata juniorów do lat 20 w 1987:
  - Skład gwiazd turnieju
- NHL (1988/1989):
  - NHL All-Rookie Team
  - Calder Memorial Trophy - najlepszy pierwszoroczniak
- NHL (1990/1991):
  - Drugi skład gwiazd
- NHL (1991/1992):
  - James Norris Memorial Trophy - najlepszy obrońca
  - Pierwszy skład gwiazd
- NHL (1993/1994):
  - Conn Smythe Trophy - Najbardziej Wartościowy Zawodnik (MVP) fazy play-off (jako pierwszy Amerykanin w historii)
  - Drugi skład gwiazd
- Puchar Świata w Hokeju na Lodzie 1996:
  - Pierwsze miejsce w klasyfikacji asystentów turnieju: 7 asyst
- NHL (1995/1996):
  - Drugi skład gwiazd
- NHL (1996/1997):
  - James Norris Memorial Trophy - najlepszy obrońca
  - Pierwszy skład gwiazd
- NHL (2000/2001):
  - Pierwsze miejsce w klasyfikacji strzelców w sezonie zasadniczym: 21 goli
  - Pierwsze miejsce w klasyfikacji asystentów w sezonie zasadniczym: 58 asyst
  - Pierwsze miejsce w klasyfikacji kanadyjskiej w sezonie zasadniczym: 79 punktów
  - Pierwsze miejsce w klasyfikacji średniego czasu przebywania na lodzie podczas meczu: 29 minut 21 sekund
- Hokej na lodzie na Zimowych Igrzyskach Olimpijskich 2002:
  - Skład gwiazd turnieju
- NHL (2006/2007):
  - Lester Patrick Trophy

Rekordy
- Najwięcej goli w sezonie NHL wśród pierwszoroczniaków-obrońców: 23 w sezonie 1988/1989

Wyróżnienia
- Najbardziej Wartościowy Zawodnik drużyny New York Rangers: 1989, 1991, 1997, 1999, 2001, 2003
- Galeria Sławy amerykańskiego hokeja na lodzie: 2008
- Hockey Hall of Fame: 2009

Wyróżnienia
- Jego były numer 20 został zastrzeżony przez macierzysty klub Timrå IK dla zawodników drużyny.
- Galeria Sławy IIHF: 2023[3]

Upamiętnienia
- Klub New York Rangers zastrzegł jego numer 2: 2008